# Předžalobní výzva
Předžalobní výzva (též výzva k plnění) je institut českého práva umožňující řešit spor mimosoudní cestou, ale i povinná součást hrazení soudních výloh v případě že žalovatel případný soud vyhraje. Předžalobní výzva oznamuje protistraně, že její opačná strana je připravena podat žalobu, pokud nebude vyhověno jejím požadavkům. Protistrana tak může přistoupit k jednání se stranou, která ji vyzývá, aby se vyhla soudnímu sporu.
V případě, že dojde k soudnímu sporu a žalovaná strana soudní spor vyhraje, má nárok požadovat, aby soudní výlohy hradila protistrana jen v případě, že byla protistraně doručena předžalobní výzva ve lhůtě vyšší sedmi dní od podání žaloby. Přípis soudních výloh na oponentovu stranu bez předžalobní výzvy je ojedinělý.
Úprava tohoto procesu byla vložena do právního řádu Československa v roce 1963, konkrétně se nachází v občanském soudním řádu č. 99/1963 Sb. § 142a, a objevila se i v novele řádu č. 396/2012 Sb.